# Welcome to the Dance
Welcome to the Dance ist das fünfte Studioalbum der deutschen Popband No Angels. Es erschien am 11. September 2009 unter den Labels Polydor und Universal Music Domestic. Das Album wurde in Los Angeles, New York City, Berlin und Rastede geschrieben, produziert und eingesungen und enthält Produktionen u. a. von Nasri Atweh, Hakim Bell, Bill Blast, Adam Messinger und Aaron Pearce. Welcome to the Dance erreichte Platz 26 der deutschen Albumcharts und ist das erste und einzige Album der Band, das sich nicht in den Top Ten der Albumcharts platzieren konnte.

## Hintergrund
Nach ihrer Teilnahme am 53. Eurovision Song Contest im Mai 2008 in Belgrad begannen die No Angels im Juli 2008 mit der Arbeit an ihrem fünften Studioalbum unter dem neuen Management von Khalid Schröder. Dafür reisten die No Angels mehrfach im Jahr 2008 in die USA: Los Angeles im Juli und September 2008, New York im November 2008. Nachdem alle vier Bandmitglieder zuvor bereits einzeln Songs für die Band geschrieben hatten, schrieben und komponierten sie in den USA erstmals gemeinsam Lieder. Unterstützung erhielten sie dabei von ihren neuen amerikanischen Produzenten und Songwritern, u. a. Nasri Atweh, Adam Messinger und Aaron Pearce. Die Aufnahmen des Albums fanden zwischen November 2008 und März 2009 in Los Angeles, New York City, Berlin und Rastede statt. Zusätzlich stellte ihnen Produzent Rick Nowels im Zuge einer ihrer Aufenthalte Neuproduktionen bereit. Diese wurden jedoch für das Album nicht ausgewählt.
Bis auf den Song Down Boy wurden alle Songs des Albums für oder mit den vier Bandmitgliedern Nadja Benaissa, Lucy Diakovska, Sandy Mölling und Jessica Wahls geschrieben und komponiert. Der Songschreiber Tiyon Christian bestätigte einige Jahre später, dass Down Boy zuvor für das Album Circus von Britney Spears geschrieben wurde und auch den Pussycat Dolls für ihr Album Doll Domination angeboten wurde. Der Song wurde zunächst von Darkchild produziert und war in der Version von Jordyn Taylor unter dem Titel Accessory im Jahr 2009 im Kinofilm Shopaholic – Die Schnäppchenjägerin zu hören. Für die No Angels produzierte Aaron Pearce den Song neu.
Für die Veröffentlichung des Albums gingen die No Angels einen Bandübernahmevertrag mit ihrer Plattenfirma Universal Music ein. Erstmals präsentierten die No Angels einige ihrer neuen Songs bei ihrem Konzert im Juli 2009 im österreichischen St. Pölten. Im selben Monat stellten sie ihr Album in der Astor Film Lounge am Kudamm in Berlin den über 200 anwesenden Journalisten vor. Ebenfalls im Juli wurde das Video zur Single One Life gedreht, die als erste Single des Albums im August 2009 erschien. Im gleichen Monat veröffentlichte Universal Music den Albumsong Welcome to the Dance in einem Deep-House-Remix von Eddie Thoneick europaweit auf Schallplatte. Die Veröffentlichung erfolgte unter dem Pseudonym N.A. und nicht unter dem vollen Bandnamen.
Im September 2009 wurde Welcome to the Dance veröffentlicht. Im Oktober 2009 wurde Derailed als zweite Single angekündigt, die am 27. November 2009 erscheinen sollte. Obwohl das Lied bereits als Promo-CD verschickt wurde und die No Angels das Lied bei verschiedenen TV-Auftritten wie The Dome 52 bewarb, wurde die Veröffentlichung nur vier Tage vor dem geplanten Erscheinungsdatum abgesagt.
Bandmitglied Benaissa bezeichnet Welcome to the Dance als ihr Lieblingsalbum der No Angels.

## Stil
Zum ersten Mal ist ein Album der Band nicht der Popmusik, sondern der Dance-Musik zuzuordnen und hebt sich dadurch von den vier vorherigen Studioalben ab. Ebenfalls die Themen und Songtexte auf Welcome to the Dance unterscheiden sich im Vergleich zu den zuvor veröffentlichten Studioalben. So zeichnet das Album lyrisch das Bild der selbstbestimmten und starken Frau, die Kontrolle über ihr Leben besitzt und für sich und ihre Selbstdarstellung einsteht, z. B. in den Liedern Too Old, Shut Your Mouth und Down Boy. Auf dem Album wird ebenfalls ein, passend zum Konzept des Albums, hedonistischer Lebensstil thematisiert, wie beispielsweise in den euphorischen Songs Dance-Aholic, Welcome To The Dance und in der Single One Life als Hymne auf das Leben.

## Titelliste
| Nr.          | Titel                          | Autor(en) | Länge    |
| ------------ | ------------------------------ | --- | -------- |
| 1.           | One Life                       | Nadja Benaissa, Lucy Diakovska, Sandy Mölling, Jessica Wahls, Nasri Atweh, Hakim Bell, Adam Dunkley, Adam Messinger | 3:36     |
| 2.           | Thunderstorm                   | Bill Blast, Arnthor Birgisson, L. Diakovska, Savan Kotecha, Peter Pazer                                             | 3:48     |
| 3.           | Rebel                          | B. Blast, Alisha „M’Jestie“ Brooks                                                                                  | 3:47     |
| 4.           | Welcome to the Dance           | B. Blast, A. Brooks                                                                                                 | 3:26     |
| 5.           | Derailed                       | N. Atweh, Nicholas „RAS“ Furlong, Aaron Pearce                                                                      | 3:44     |
| 6.           | Dance-Aholic                   | N. Atweh, A. Pearce                                                                                                 | 3:59     |
| 7.           | Shut Your Mouth                | A. Pearce, Evan Bogart, David „DQ“ Quinones, L. Diakovska, N. Benaissa                                              | 3:20     |
| 8.           | Up Against the Wall            | A. Pearce, Evan Bogart, David „DQ“ Quinones, J. Wahls, S. Mölling                                                   | 3:13     |
| 9.           | Young Love                     | N. Atweh, A. Messinger, S. Mölling, J. Wahls                                                                        | 3:15     |
| 10.          | Too Old                        | N. Atweh, A. Messinger, L. Diakovska                                                                                | 3:10     |
| 11.          | Down Boy                       | A. Pearce, Tiyon „TC“ Mack, Chad „C Note“ Roper, Le’che Martin                                                      | 3:47     |
| 12.          | Stop                           | B. Blast, A. Brooks                                                                                                 | 3:47     |
| 13.          | Minute by Minute (feat. Nasri) | A. Birgisson, S. Kotecha                                                                                            | 3:47     |
| 14.          | Say Goodbye                    | N. Atweh, A. Messinger                                                                                              | 3:16     |
| Gesamtlänge: | Gesamtlänge:                   | Gesamtlänge: | 00:50:06 |

## Promotion
Die Werbekampagne zum Album wurde überschattet von Benaissas Verhaftung im April 2009 wegen des Verdachts der gefährlichen Körperverletzung. Als Folge zog u. a. der Lebensmittelhändler Rewe seine Werbung mit den No Angels zurück, die für die Kooperation eine eigene Version des Songs A Little Better Everyday eingesungen haben, und sagte die Teilnahme der Band an den Rewe Family-Festen ab.

## Coverversionen
Der Song Minute By Minute, den die No Angels gemeinsam mit Nasri Atweh aufnahmen, wurde im Jahr 2011 von Sweetbox gecovert und als erste Single des Albums Diamond Veil veröffentlicht.

## Rezeption

### Rezensionen
- Beatblogger: „[…] ein wirklich anständiges, zeitgemäßes Album“.[13]
- Mix1: „Neu, frisch, überraschend und bisweilen fast experimentell. Auf jeden Fall international“.[14]
- aedt.de: „US-Top-Produzenten […] sorgen für amerikanische, auf den Dancefloor getrimmte Rhythmen, die von einzelnen Balladen unterbrochen werden“.[15]
- InTouch: „[…] klingen die vier Damen reifer, erwachsener und ja, auch vielfältiger […]“.[16]
- Schleswig-Holsteinischer Zeitungsverlag: „Temporeich, treibend und technisiert klingt das neue Album […]“.[17]
- Musicheadquarter.de: „[…] in mehrfacher Hinsicht überraschendes Album“.[18]
- Süddeutsche Zeitung: „[…] präsentiert sich in einem durch und durch internationalen Duktus, mit vielen kratzigen Elektro-Beats, Verfremdungseffekten und Sound-Mix-Collagen“.[19]
- Laut.de: „[…] die leicht verdaulichen Pophooks großzügig mit Vocoder ausgestaltet“.[20]
- CDstarts.de: „Leider stammen die Songs aus dem austauschbaren Dance-Pop-Baukasten […]“.[21]

### Charts und Chartplatzierungen
Das Album Welcome to the Dance ist das kommerziell schwächste Album der No Angels. In Deutschland erreichte das Album Platz 26 und verkaufte sich über 10.000 mal. Zum ersten Mal erreichte ein Album der No Angels in Deutschland nicht die Top Ten und war lediglich zwei Wochen in den deutschen Charts vertreten. In Österreich erreichte das Album Platz 65 und in der Schweiz Platz 95 mit jeweils einer Woche in den Charts. 
Die Single One Life erreichte am ersten Tag Platz fünf der Trendcharts, stieg auf Platz 15 in die offiziellen deutschen Singlecharts ein und hielt sich dort acht Wochen. In Österreich erreichte die Single Platz 29 der Singlecharts.

### Auszeichnung
One Life wurde als Bester Song National des Jahres 2009 mit dem Szenepreis ausgezeichnet.